# Otto von Simson

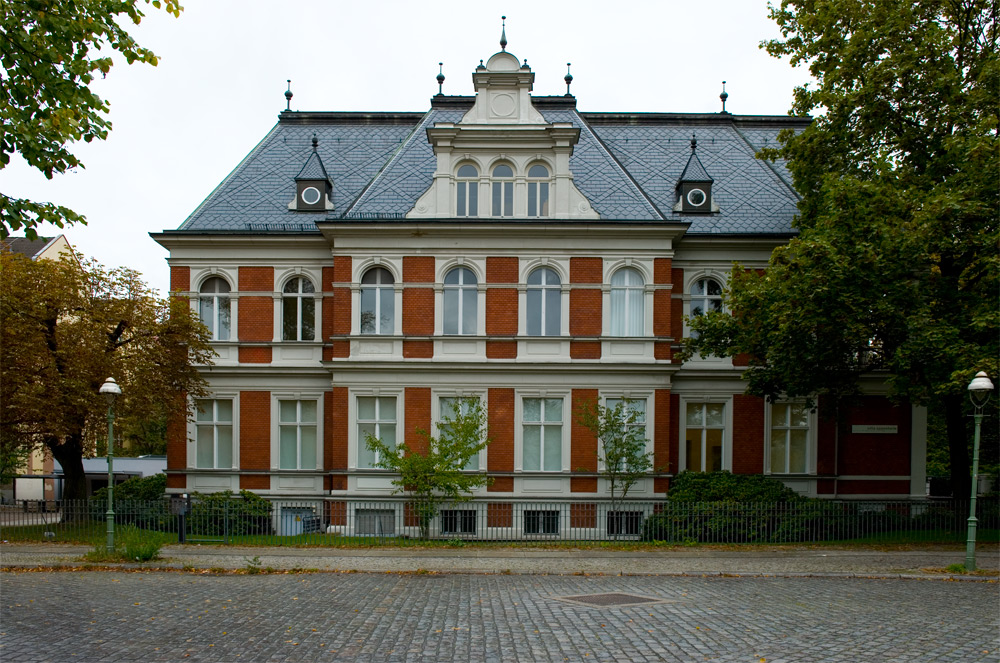
Villa Oppenheim.

Otto von Simson (Berlín, 1912 - ídem, 1993) fue un historiador del arte alemán.
Era hijo de Ernst Eduard von Simson, alto funcionario del ministerio de exteriores alemán, y Martha Enole von Simson, descendiente del filósofo alemán del siglo XVIII Moses Mendelssohn. Uno de sus bisababuelos fue un judío converso al catolicismo. Creció en el estimulante ambiente cultural de la casa de su abuelo, el químico Franz Oppenheim, conocida con el nombre de Villa Oppenheim, decorada con obras maestras del Impresionismo alemán. En la vecindad, en una casa anteriormente propiedad de Max Liebermann, vivía Alfred Lichtwarkl, director del Hamburger Kunsthalle. Estudió en el Arndtgymnasium de Berlin Dahlemdorf, donde se graduó a los 17 años. A esa edad fue enviado a Inglaterra, para aprender inglés. A su vuelta, entró en la Universidad de Friburgo donde estudió historia del arte con Hans Jantzen, Walter Friedländer y Kurt Bauch. Pasó también por la Universidad de Berlín y la Universidad de Múnich, donde estudió con Wilhelm Pinder (1932).

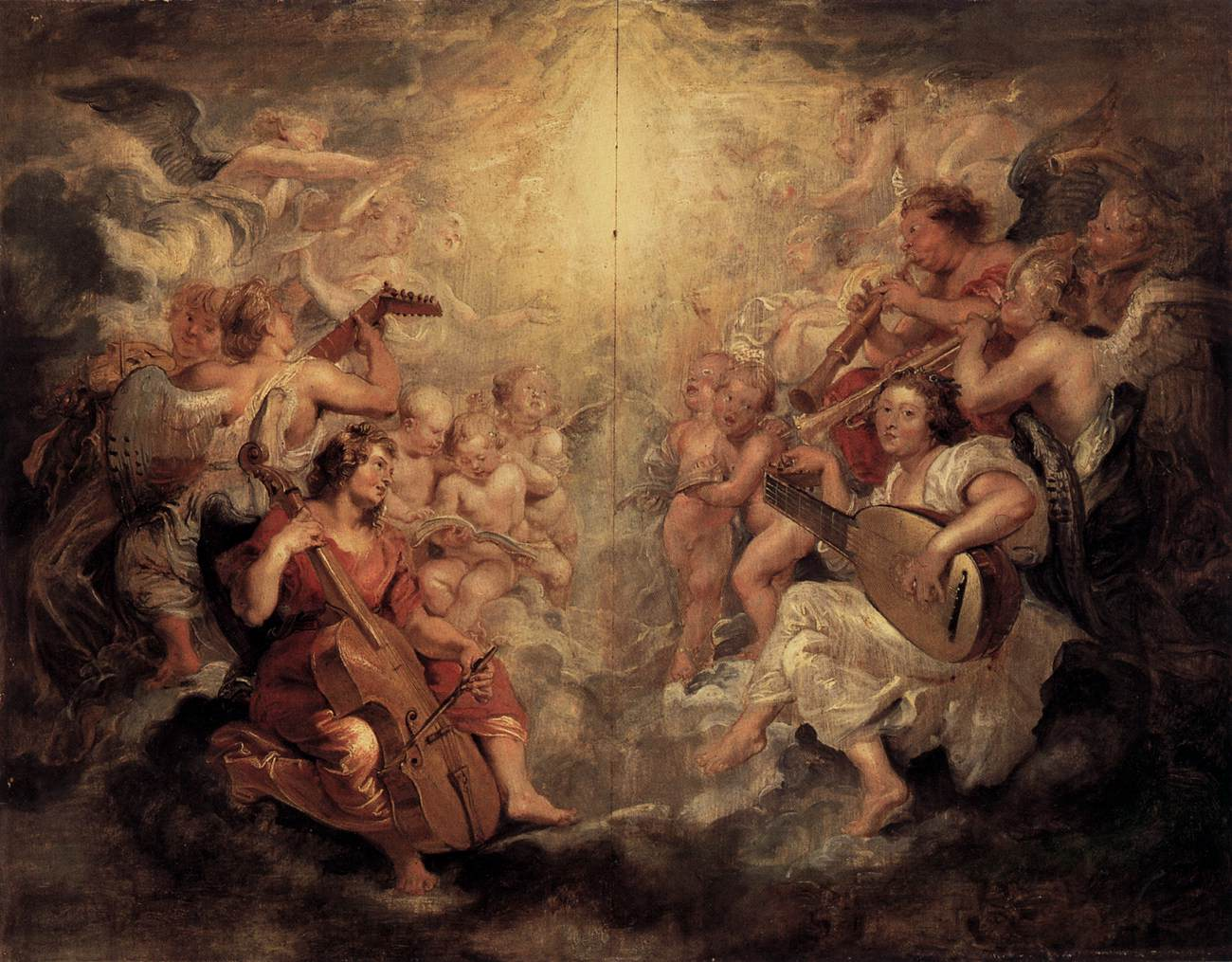
Angeles músicos, de Rubens, ca. 1628.

Su primera publicación fue sobre Rubens (1936), el mismo año de su matrimonio (con la princesa Aloysia Alexandra von Schönburg Hartenstein) y de sus primeros empleos, en la biblioteca del Courtauld Institute y como editor de Hochland (Múnich). En 1937 se convirtió al catolicismo. En la coyuntura del expansionismo hitleriano (crisis de los Sudetes) fue alistado en el ejército, y poco antes de comenzar la Segunda Guerra Mundial (1939) utilizó su Wehrpass ("pase militar") para viajar a los Estados Unidos con la excusa de visitar museos, dada su condición de historiador del arte. Su mujer y sus hijos le siguieron.
Enseñó en el Marymount College de Tarrytown (Nueva York) entre 1939 y 1943 y en el St Mary's College de Notre Dame (Indiana). En 1945 pasó a la University of Chicago, trabajando en el Comité de Pensamiento Social y en menor medida en el Departamento de Arte, y volvió esporádicamente a Alemania como profesor invitado de la Universidad de Fráncfort. En 1951 ascendió a full professor de Chicago. En ese periodo produjo dos obras de importancia: The Sacred Fortress (1948) y The Gothic Cathedral (1956). La mala crítica que recibió de Sumner Crosby le enemistó con él (previamente habían mantenido una larga amistad).
En 1957 volvió definitivamente a Alemania, inicialmente como profesor en Fráncfort. Fue nombrado miembro de la UNESCO, el primer alemán en esa institución. En 1964 fue nombrado director del Kunsthistorisches Institut de la Universidad Libre de Berlín, sucediendo al historiador de la literatura Hans Kaufmann. Allí enseñó arte moderno e impulsó conferencias sobre el arte holandés (1970 Rembrandt, 1975 Brueghel). En 1972 escribió, revisó y editó, junto con Hermann Fillitz y otros, el volumen Das Mittelalter II: das Hohe Mittelalter ("Edad Media II: la Plena Edad Media") de la prestigiosa Propyläen Kunstgeschichte ("Propíleos - Historia del Arte"). Tras la muerte de su primera mujer, en 1976, se casó en 1978 con Marie-Anne zu Salm-Reifferscheidt-Krautheim und Dyck, que también era de familia aristocrática. Permaneció en la Universidad Libre de Berlín hasta 1979. En Der Blick nach Innen (1986), donde publicó sus conferencias en Harvard sobre el arte alemán del siglo XIX, acuñó el concepto de Innerlichkeit ("interioridad", "espiritualidad", "introspección") como característica de cuatro pintores: Caspar David Friedrich, Carl Spitzweg, Wilhelm Leibl y Ludwig Richter. Su última publicación, póstuma (1996), fue sobre el mismo tema de su primera publicación, Rubens, que le había estado ocupando durante toda su vida.

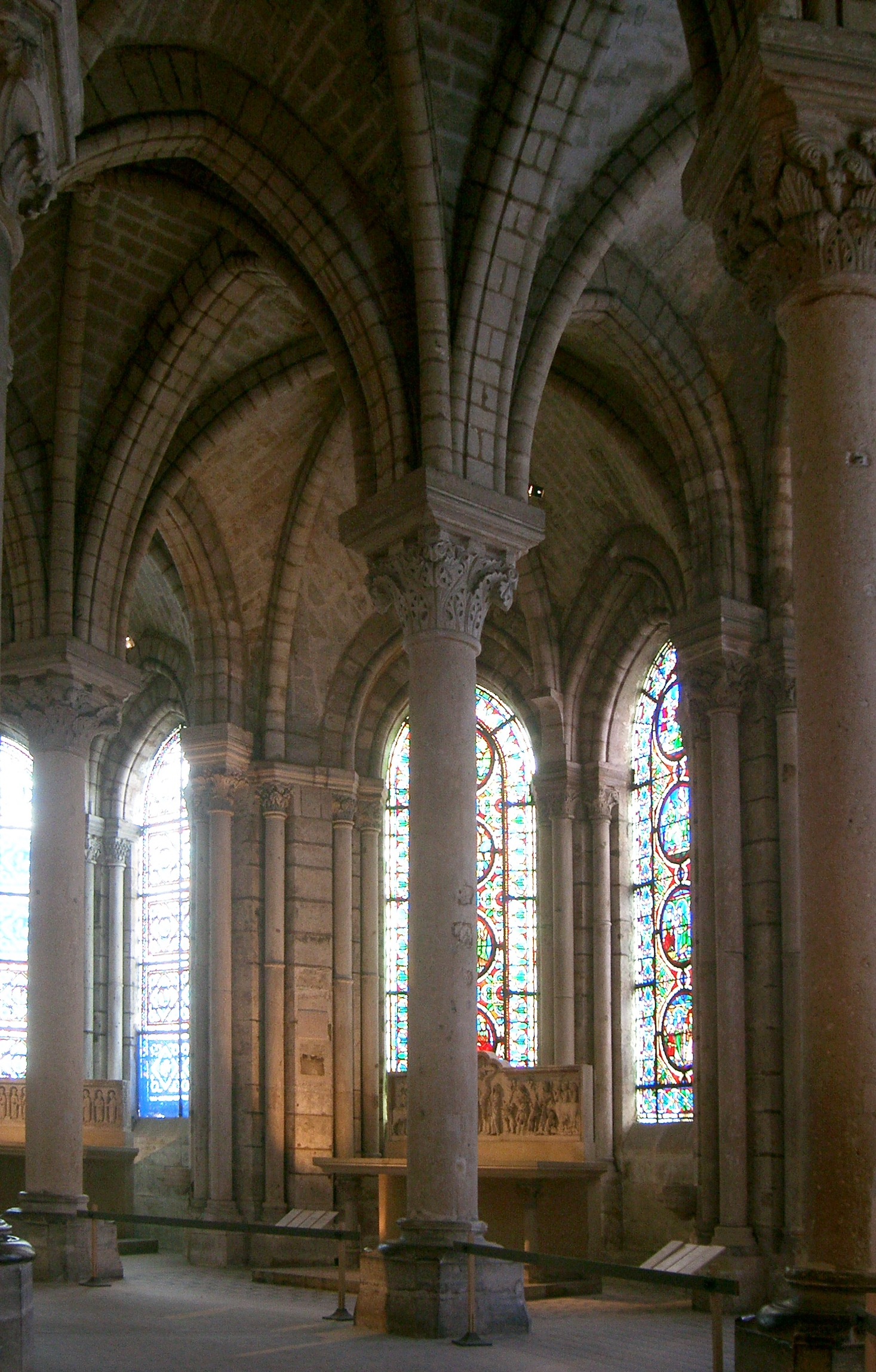
Girola de la Basílica de Saint-Denis.

La metodología de Simson ha sido criticada (Martin Gosebruch y Peter Kidson, además de su examigo Crosby) por "sobreintelectualizada": concibe la iglesia gótica como una Gesamtkunstwerk ("obra de arte total") mística que conjuga todos los medios artísticos y debe ser interpretada como un todo, por oposición a los que analizan cada parte iconográficamente; así, por ejemplo, interpretó la girola (chorumgang) de la basílica de Saint-Denis, del Abad Suger, como una combinación de "luz metafísica pseudo-dionisíaca" y relaciones armónicas de cosmología musical (The Gothic Cathedral).

## Obras
- Zur Genealogie der weltlichen Apotheose im Barock: besonders der Medicigalerie des P. P. Rubens (tesis en la Universidad de Múnich, publicada con el mismo título), Strassburg: Heitz, 1936.
- The Gothic Cathedral: Origins of Gothic Architecture and the Medieval Concept of Order, New York: Pantheon Books, 1956.
- The Sacred Fortress: Byzantine Art and Statecraft in Ravenna, Chicago: University of Chicago Press, 1948.
- Conferencias del Kunsthistorisches Institut, Freie Universität, posteriormente publicadas:

- en Jan Kelc (ed.) Neue Beiträge zur Rembrandt-Forschung, Berlín: Mann, 1973.
- en Matthias Winner, Pieter Bruegel und seine Welt, Berlín: Mann, 1979.

- Das Mittelalter II: das Hohe Mittelalter, en Propyläen Kunstgeschichte, vol. 6, Berlín: Propyläen Verlag, 1972
- "The Birth of the Gothic", en Measure, a Critical Journal no. 3 (Summer 1950): 275-296
- Der Blick nach Innen: vier Beiträge zur deutschen Malerei des 19. Jahrhunderts, Berlín: Hentrich, 1986.
- "Über die Bedeutung von Masaccios Trinitätsfresko in S. Maria Novella", en Sonderdruck aus Jahrbuch der Berliner Museen 8 (1966): 119-159.
- Peter Paul Rubens (1577-1640): Humanist, Maler und Diplomat, Mainz: Philipp von Zabern, 1996
- Von der Macht des Bildes im Mittelalter: gesammelte Aufsätze zur Kunst des Mittelalters, Berlín: Gebr. Mann, 1993.